# Jacobaea arnautorum
Jacobaea arnautorum là một loài thực vật có hoa trong họ Cúc. Loài này được (Velen.) Pelser mô tả khoa học đầu tiên năm 2006.